# FEEL SO GOOD!!!
FEEL SO GOOD!!!（フィール ソー グッド）はFM NORTH WAVEで2009年4月1日から2010年3月31日まで放送されていたラジオ番組である。

## 放送時間
- 月曜 - 木曜 12:00 - 15:00

## 出演者
- GUCHY

## タイムテーブル
- 12:00 オープニング
- 12:20
（月・木）スポーツ情報
（火）FEEL SO グールメ!!!
（水）FEEL SO WORLD NEWS!!!
- 12:30 PICK UP ARTIST
- 12:45 ハイテンション HAPPY BIRTHDAY
- 13:00 - 13:20 NEW CHITOSE AIRPORT Fleur presents SKY STREET
新千歳空港のサテライトスタジオから生放送
（月・火）片岡香澄　（水・木）笠原寿仁
- 13:42 WEATHER INFORMATION
- 13:50 イントロクイズ
- 14:00 日替わりゲストコーナー
- 14:42 WEATHER INFORMATION
- 15:00 放送終了